# Яблоновский сельсовет (Липецкая область)
Яблоновский сельсове́т — сельское поселение в Краснинском районе Липецкой области. 
Административный центр — село Яблоново.

## История
В соответствии с законами Липецкой области №114-оз от 02.07.2004 и №126-оз от 23.09.2004 Яблоновский сельсовет наделён статусом сельского поселения, установлены границы муниципального образования.

## Население
| 2010 | 2012  | 2013  | 2014 | 2015 | 2016 | 2017 |
| ---- | ----- | ----- | ---- | ---- | ---- | ---- |
| 1099 | ↘1051 | ↘1001 | ↘959 | ↘938 | ↗953 | ↘949 |
| 2018 | 2021  |       |      |      |      |      |
| ↘926 | ↗1139 |       |      |      |      |      |

## Состав сельского поселения
| № | Населённый пункт | Тип населённого пункта       | Население |
| - | ---------------- | ---------------------------- | --------- |
| 1 | Волтовской       | посёлок                      | 13        |
| 2 | Донской          | посёлок                      | 3         |
| 3 | Лески            | посёлок                      | 553       |
| 4 | Малотроицкое     | деревня                      | 79        |
| 5 | Марьино          | деревня                      | 20        |
| 6 | Отскочное        | село                         | ↘53       |
| 7 | Яблоново         | село, административный центр | ↘378      |

### Упразднённые населённые пункты
- Таврия — упразднённая в 2001 году деревня[13].